# Kubačka
Kubačka är ett berg i Tjeckien.   Det ligger i regionen Ústí nad Labem, i den nordvästra delen av landet, 60 km nordväst om huvudstaden Prag. Toppen på Kubačka är 543 meter över havet, eller 102 meter över den omgivande terrängen. Bredden vid basen är 1,3 km.
Terrängen runt Kubačka är huvudsakligen kuperad, men åt sydost är den platt.Runt Kubačka är det ganska tätbefolkat, med 78 invånare per kvadratkilometer. Närmaste större samhälle är Ústí nad Labem, 10,1 km norr om Kubačka. I omgivningarna runt Kubačka växer i huvudsak blandskog.